# Le Bourguet
Le Bourguet é uma comuna francesa na região administrativa da Provença-Alpes-Costa Azul, no departamento de Var. Estende-se por uma área de 25,39 km². Em 2010 a comuna tinha 39 habitantes (densidade: 1,5 hab./km²).
Nota: não confundir com Le Bourget.